# Anacleto Jiménez
Anacleto Jiménez (Anacleto Jiménez Pastor; * 24. Februar 1967 in Logroño) ist ein ehemaliger spanischer Langstreckenläufer.

## Leben
1987 gewann er bei der Universiade Gold über 5000 m. Bei den Leichtathletik-Halleneuropameisterschaften wurde er über 3000 m 1988 in Budapest Achter und 1992 in Sevilla Siebter.
1994 wurde er Vierter bei den Halleneuropameisterschaften in Paris über 3000 m und Achter bei den Europameisterschaften in Helsinki über 5000 m. 1995 gewann er Silber über 3000 m bei den Hallenweltmeisterschaften in Barcelona und kam über 5000 m bei den Weltmeisterschaften in Göteborg auf den 13. Platz. Im Jahr darauf gewann er über 3000 m Gold bei den Halleneuropameisterschaften in Stockholm und erreichte über 5000 m bei den Olympischen Spielen in Atlanta das Halbfinale. Bei den Weltmeisterschaften in Athen schied er im Vorlauf aus.
Bei den Crosslauf-Weltmeisterschaften belegte er 1998 in Marrakesch Rang 30 und 2001 in Oostende Rang 68.
Zweimal wurde er Spanischer Meister über 5000 m (1994, 1996). In der Halle holte er von 1994 bis 1996 dreimal in Folge den Titel über 3000 m.

## Persönliche Bestzeiten
- 1500 m: 3:34,47 min, 12. Juni 1996, Madrid
- 3000 m: 7:35,83 min, 9. Juli 1998, Oslo
  - Halle: 7:42,54 min, 27. Februar 1994, Sevilla
- 5000 m: 13:08,30 min,	5. Juni 1997, Rom
- 10.000 m: 28:27,98 min, 10. April 1999, Barakaldo